# Casa de la Doctrina (Soria)
La Casa de la Doctrina, también conocida como Hospital de Santiago, fue una institución educativa encargada de la enseñanza y asilo de los niños pobres de la ciudad de Soria (España).
El edificio estaba localizado en la calle de la Doctrina, denominada también antiguamente calle de los Ríos por conducir al Palacio de los Condes de Gómara, perteneciente a esta familia.

## Historia
En la segunda mitad del siglo XVI, el cura de Santiago, Diego Martínez de Tardesillas, fundó una "Casa de Doctrinos con el título de Santiago". Loperráez fecha la fundación en 1571, mientras que Nicolás Rabal lo hace en 1574. Sin embargo Máximo Diago cita un documento en el que consta que en 1564 Diego Martínez de Tardesillas había dejado a los niños de la doctrina "su hospital de Santiago".
La Casa de la Doctrina se encargaba del mantenimiento y enseñanza de la religión a los huérfanos y expósitos hasta que tuvieran la edad para ganarse la vida con su trabajo. Estaban bajo la dirección de clérigos reglares y de un rector que era nombrado por el procurador del Común de Soria en la segunda mitad del siglo XVIII.
En 1679 solo había cuatro niños doctrinos pero en ese año, el obispo de Osma permitió duplicar el número de acogidos dotando a la casa con 18.000 reales de vellón que se emplearían en la compra de rentas para su sustento. También se dispuso que la edad de entrada de los niños sería a los 8 o 9 años de edad, reclutados preferentemente entre los expósitos de la ciudad y si no hubiese, podrían ser hijos de padres pobres. Permanecían en la institución hasta los 15 años en que se procuraba ponerlos a aprender un oficio.